# Contea di Scandiano

Stemma Boiardo

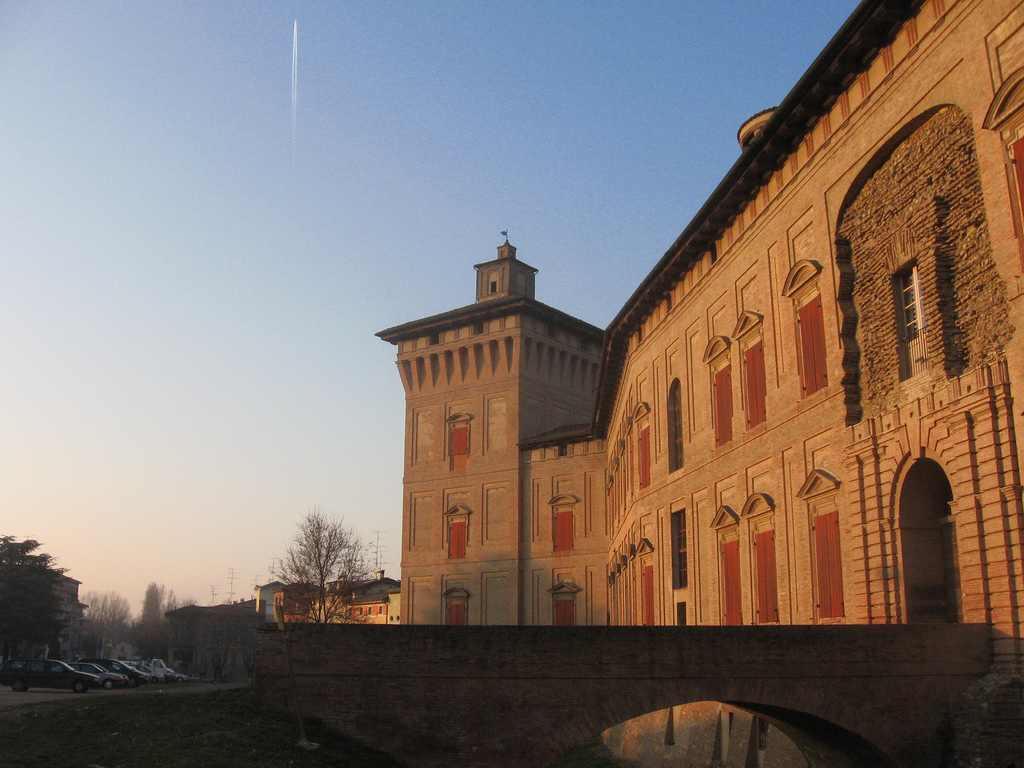
Scandiano, Rocca dei Boiardo.

## Storia
La Contea di Scandiano fu un antico feudo estense, esistito dal 1423 al 1580.
Il titolo di conte venne conferito nel 1423 a Feltrino Boiardo per i servigi resi a Niccolò III d'Este, marchese di Ferrara. La sua discendenza mantenne la reggenza del territorio sino al 1560, quando morì senza eredi maschi l'ottavo conte della famiglia Boiardo, Ippolito. La contea per pochi anni ritornò alla Camera ducale estense fino al 1565, quando Alfonso II infeudò la famiglia Thiene, nella persona di Ottavio I, marito di Laura Boiardo. I Thiene ressero il feudo fino al 1622. Nel 1580 la contea venne elevata a Marchesato. 

### Conti di Scandiano
- Feltrino Boiardo 1423-1456
- Matteo Maria Boiardo e Giulio Ascanio Boiardo 1456-1460
- Matteo Maria Boiardo e Giovanni Boiardo 1460-1474
- Matteo Maria Boiardo 1474-1494
- Camillo Boiardo 1494-1499
- Giovanni Boiardo 1499-1523
- Giovanni Battista Boiardo 1523-1528
- Giulio Boiardo 1528-1553
- Ippolito Boiardo 1553-1560
  - Dal 1560 al 1565 passò alla Camera Ducale Estense
- Ottavio I Thiene 1565-1574, marito di Laura Boiardo
- Giulio Thiene 1574-1580